# Loreto Cascales Martínez
Loreto Cascales Martínez, née le 22 janvier 1977, est une femme politique espagnole membre du Parti populaire (PP).
Elle est élue députée de la circonscription d'Alicante lors des élections générales de décembre 2015.

## Biographie

### Profession
Elle est licenciée en philologie anglaise.

### Carrière politique
Elle est députée provinciale de 2003 à 2007 et conseillère municipale de Santa Pola de 2003 à 2015.
Le 20 décembre 2015, elle est élue députée pour Alicante au Congrès des députés et réélue en 2016.